# Quarantine (album)
Quarantine – debiutancki album studyjny amerykańskiej kompozytorki Laurel Halo, wydany 21 maja 2012 roku nakładem wytwórni Hyperdub jako CD, płyta winylowa i digital download.

## Album

### Historia
Halo zaczęła nagrywać materiał muzyczny na swój debiutancki album w lipcu 2011 roku, a skończyła w lutym roku następnego. Zrealizowała ponad 30 dem, z których 18 usunęła. Wszystko to zrealizowała w swoim domowym studiu, natomiast partie gitary, syntezatora i Wurlitzera nagrała w Londynie. Jak stwierdziła w wywiadzie dla magazynu Fact, chciała połączyć brzmienia ze swoich poprzednich płyt w coś spójnego. W listopadzie wysłała dema założycielowi wytwórni Hyperdub, Kode9 (Steve’owi Goodmanowi), który odpowiedział z pozytywnym zainteresowaniem. „Jestem fanką Hyperdub od lat, więc to był szalony przypływ ekscytacji” – przyznała artystka dodając: „Szanuję pracę Steve’a i spodobało mi się to, że mogliśmy porozmawiać o muzyce, sprzęcie i produkcji, po prostu zrównanie się z nim jako innym muzykiem w ten sposób sprawiło, że poczułam, że to będzie dobra wytwórnia”.

### Okładka
Ilustracja na okładce pochodzi z pracy Makoto Aidy, zatytułowanej „Harakiri Schoolgirls” z 2002 roku. Halo komentując ilustrację w wywiadzie dla magazynu Fact stwierdziła: Uwielbiam [w niej] to, że jest brutalna i gwałtowna, ale kolorowa i powoli zapadająca w pamięć. Uważam, że to bardzo humorystyczne, jak zabawne są te dziewczyny, które się sztyletują i pozwalają, żeby wyszły im wnętrzności!”.

### Promocja
Po wydaniu albumu Halo wyruszyła w trasę koncertową, podczas której prezentowała opracowane na nowo utwory studyjne, między innymi poprzez wprowadzenie do niektórych z nich w większym wymiarze partii wokalnych. Podczas jesiennego tournée po Wielkiej Brytanii i Europie postanowiła nadać swym występom oprawę wizualną. Nawiązała w tym celu współpracę z Tomem Scholefieldem (znanym pod pseudonimem Konx-Om-Pax). Jak stwierdziła w wywiadzie dla Rory’ego Gibba z magazynu The Quietus: „Od jakiegoś czasu chciałam zrobić wizualizacje do mojego występu, a praca Toma też od dawna mnie interesowała. Istnieje wiele cyfrowych, krzyżowych zapyleń między jego sztuką wizualną a moją muzyką”.

### Lista utworów
Lista według Discogs:
| 1.  | Airsick       | 3:59  |
|     |               |       |
| 2.  | Years         | 2:53  |
|     |               |       |
| 3.  | Thaw          | 5:59  |
|     |               |       |
| 4.  | Joy           | 3:28  |
|     |               |       |
| 5.  | MK Ultra      | 4:18  |
|     |               |       |
| 6.  | Wow           | 1:23  |
|     |               |       |
| 7.  | Carcass       | 4:33  |
|     |               |       |
| 8.  | Holoday       | 1:51  |
|     |               |       |
| 9.  | Tumor         | 2:40  |
|     |               |       |
| 10. | Morcom        | 3:04  |
|     |               |       |
| 11. | Nerve         | 2:32  |
|     |               |       |
| 12. | Light + Space | 4:50  |
|     |               |       |
|     |               | 41:30 |
|     |               |       |

### Personel
- Laurel Halo – instrumenty: Access Virus Xl, Akai Ax-60, Akai Mpc 1000, Arp 2600, Elektron Octatrack, Fender Jaguar, Korg Electribe Es-1, Korg Ms-20, Korg Monopoly, Korg Polysix, Mfb Synth Ii, Roland D-50, Roland Juno-106, Roland Sh-101, Yamaha Cs-80, Electric Piano [Wurlitzer], śpiew
- projekt graficzny – Makoto Aida
- layout – Manuel Sepulveda
- zdjęcia – Kei Miyajima
- mastering – Jason Goz
- miksowanie – Laurel Halo, Zeljko McMullen
- produkcja, nagrywanie – Laurel Halo
- nagrano w Endless Echo (Brooklyn), So Many Fields (Brooklyn) oraz 4AD Studios (London). Mastering zrealizowano w Transition.

## Odbiór

### Opinie krytyków
| Oceny łączne      | Oceny łączne |
| Publikacja        | Ocena        |
| ----------------- | ------------ |
| Album of the Year | 78/100       |
| AnyDecentMusic?   | 7.7/10       |
| Metacritic        | 80/100       |
| Recenzje          |              |
| Publikacja        | Ocena        |
| AllMusic          | [ 7 ]        |
| Drowned in Sound  | 8/10         |
| Fact              | 4/5          |
| The Guardian      | [ 10 ]       |
| The Irish Times   | [ 11 ]       |
| musicOMH          | [ 12 ]       |
| NME               | 6/10         |
| Pitchfork         | 8.0/10       |
| The Skinny        | [ 15 ]       |
| Spin              | 7/10         |
| Sputnikmusic      | 3.5/5        |
| Tiny Mix Tapes    | [ 18 ]       |
| XLR8R             | 8/10         |

Kilka miesięcy po premierze Quarantine Laurel Halo pozostaje jednym z najbardziej intrygujących i kontrowersyjnych odsłuchów [albumowych] tego roku.

Album otrzymał średnią ocenę 80 na 100 na podstawie 20 recenzji krytycznych w podsumowaniu Metacritic, 78 na 100 na podstawie 17 recenzji w zestawieniu Album of the Year oraz 7.7/10 na podstawie 13 recenzji w zestawieniu AnyDecentMusic?.
Quarantine to – zdaniem Glenna Jacksona z magazynu XLR8R – „wymagająca płyta, która prawdopodobnie przyciągnie uwagę zdecydowanych słuchaczy – tych, którzy będą ją chwalić jako wzorowy przykład elitarnej sztuki oraz tych, którzy uznają ją za zbyt 'hipsterską' lub niepotrzebnie 'awangardową'”.
Według Andrew Sachera z magazynu BrooklynVegan Quarantine stanowi „drastyczne odejście od wszystkich poprzednich prac Laurel i jest zdecydowanie jej największą i najbardziej wyrazistą deklaracją. Po zaprezentowaniu i potwierdzeniu swoich umiejętności producenckich na Hour Logic i Spring, Laurel pozostawia w Quarantine niemal całą swoją prace nad beatami za sobą na rzecz dopasowania piosenek do własnego głosu”.   
„Piękno tego albumu polega na tym, że w jakiś sposób udaje mu się zrównoważyć swoją kapryśną naturę z całkowicie obcym krajobrazem, który zdecydował się wykorzystać. Kończy się to mieszanką dawania i brania, ale jako atak na wszystkie zmysły zawsze kończy się sukcesem” – twierdzi Deviant. ze Sputnikmusic.
Zdaniem Andy’ego Kellmana z AllMusic „tak dziwacznie makabryczny jak grafika Makoto Aidy, jest Quarantine uzależniającą ścieżką dźwiękową do jakiegoś koszmaru science fiction”.
Również Adam Bychawski z Drowned in Sound poświęca uwagę okładce Quarantine dowodząc, iż jej treść wykazuje wiele podobieństw do muzyki Halo. „Kobiece postacie z ostrzami wtapiają się w tło linii technicznych i tęczy, ciał ustawionych na tle wirtualnego pasa. Choć brutalna, gwałtowna i niepokojąca, surrealistyczna hybryda człowieka i symulacji ma w sobie pewne dziwne piękno” – konstatuje autor.
„Quarantine jest zarówno satysfakcjonujący, jak i zaskakujący, ponieważ zapewnia znacznie więcej, niż tylko dostarczanie tego, czego można oczekiwać od tej niezależnej i fascynującej artystki” - uważa Daniel Paton z musicOMH. „Tytuł jest trafny – muzyka sprawia wrażenie izolowanej, odizolowanej i oddzielonej od świata przyrody”, zaś Laurel Halo „poczyniła ogromne postępy w rozwijaniu bardziej abstrakcyjnej i dociekliwej strony swojej muzycznej osobowości”.
Derek Miller z Resident Advisor twierdzi, iż album Halo jest „nie tylko jej najbardziej wciągającym i pięknym dziełem w jej dotychczasowej karierze, ale też prawdopodobnie najbardziej kontrowersyjnym” zaś ona sama ugruntowała swoją pozycję jako „jedna z bardziej intrygujących postaci w art-popie opartym na ambiencie”.
Daniel Sylvester z magazynu Exclaim! uważa, iż Halo ma „desperacką potrzebę wydawania się muzycznie heretycką i nieortodoksyjną. To właśnie ten motyw prawdziwej niedoskonałości pozwala [albumowi] Quarantine uchodzić za obnażony, zraniony majstersztyk”.
„Przechodząc od klaustrofobicznych dioram science-fiction, przez medytacyjne syntezatorowe drony, po nagie i pełne ekspresji wyznania zwierzeń, debiut Laurel Halo w Hyperdub jest połączony przez podstawową perspektywę i osobowość, które przyciągają uwagę, a jednocześnie pozostawiają wiele dla wyobraźni” – twierdzi Ian Cohen z magazynu Pitchfork

### Wyróżnienia
- okładka albumu znalazła się na liście 20 najlepszych okładek albumowych magazynu Pitchfork[23]
- album znalazł się na liście Płyt Przeoczonych[24] oraz
- liście Albumów Roku z Honorowym Wyróżnieniem tegoż magazynu[25]
- zajął również 25. miejsce na liście 100 Ulubionych Wydawnictw Muzycznych Dekady 2010–2020 magazynu Tiny Mix Tapes[26]